# Art chrétien
Pour un article plus général, voir art religieux.
On appelle art chrétien toutes les formes d'arts dont le thème s'inspire de la religion chrétienne dans le but de soutenir la foi et l'esprit religieux. Cet art apparaît peu après la mort du Christ, avec l'utilisation des techniques artistiques contemporaines (judaïque, grecque, romaine) pour transmettre le message religieux.

## Éléments historiques
Avec, tout au long du XXe siècle, l'accroissement du processus de déchristianisation, qui s'intensifie à partir des années 1960 dans le monde occidental, se pose la question du travail patrimonial de préservation et du réflexe muséal de transmission des œuvres d'art chrétien. La disparition ou la dispersion des collections artistiques des églises a entraîné le développement de musées d'art ecclésiastique (du type « Musée de la cathédrale » ou « Musée de l'Œuvre ») puis de musées diocésains à la fin du XIXe siècle, mouvement amplifié par les réformes liturgiques du concile Vatican II et l'exode rural qui dépeuplent les églises et rendent un certain nombre d'œuvres d'art du patrimoine liturgique inutiles,. Prenant en compte la convention de Paris de 1972 pour le patrimoine mondial, les textes du Code de droit canonique de 1983 et l'institution, en 1988, de la Commission pontificale de la conservation du patrimoine de l'art et de l'histoire de l'Église promeuvent l'organisation, par les évêques ou les supérieurs d'institutions religieuses, de ces musées considérés comme les lieux appropriés pour la conservation du patrimoine religieux et la pastorale.

## Styles

### Sculpture

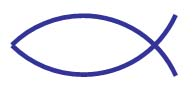
Ichtus.

La sculpture est l'un des premiers arts utilisés par les chrétiens qui l'utilisaient pour la décoration des tombeaux : l'une des premières représentations sculptées était le poisson[réf. nécessaire] (Ichtus en grec)
- Ι (I) pour Iêsous : Jésus
- Χ (KH, CH) pour Christos : Christ
- Θ (TH) pour Theou : (de) Dieux
- Υ (U) pour Huios : Fils
- Σ (S) pour Sôter : Sauveur

Jésus Christ Fils de Dieu Sauveur
On parlera, comme à Reims, d'évangile de pierre.

### Musique
La musique apparaît dès le début du christianisme par la reprise de rituels judaïque. Une grande majorité des musiques chrétiennes ont vu le jour au sein des communautés chrétiennes, dans le but de louer Dieu. 
Principaux compositeurs de musique sacrée contemporaine : Messiaen, Gabriel Fauré ...

### Peinture
La peinture religieuse étant déjà présente bien avant l'Édit de Constantinople en 313, l'emploi des symboles y est  constant : pour les non-initiés, ce n'était que des compositions décoratives, seuls les convertis pouvaient en saisir le sens profond.
Cet art est   utilisé  très tôt par les chrétiens pour représenter des scènes didactiques et spirituelles, celles des lieux de cultes et celles des œuvres de dévotion privée.
La  peinture religieuse reste présente chez les peintres des XXe et XIXe siècles : Arcabas.

### Architecture

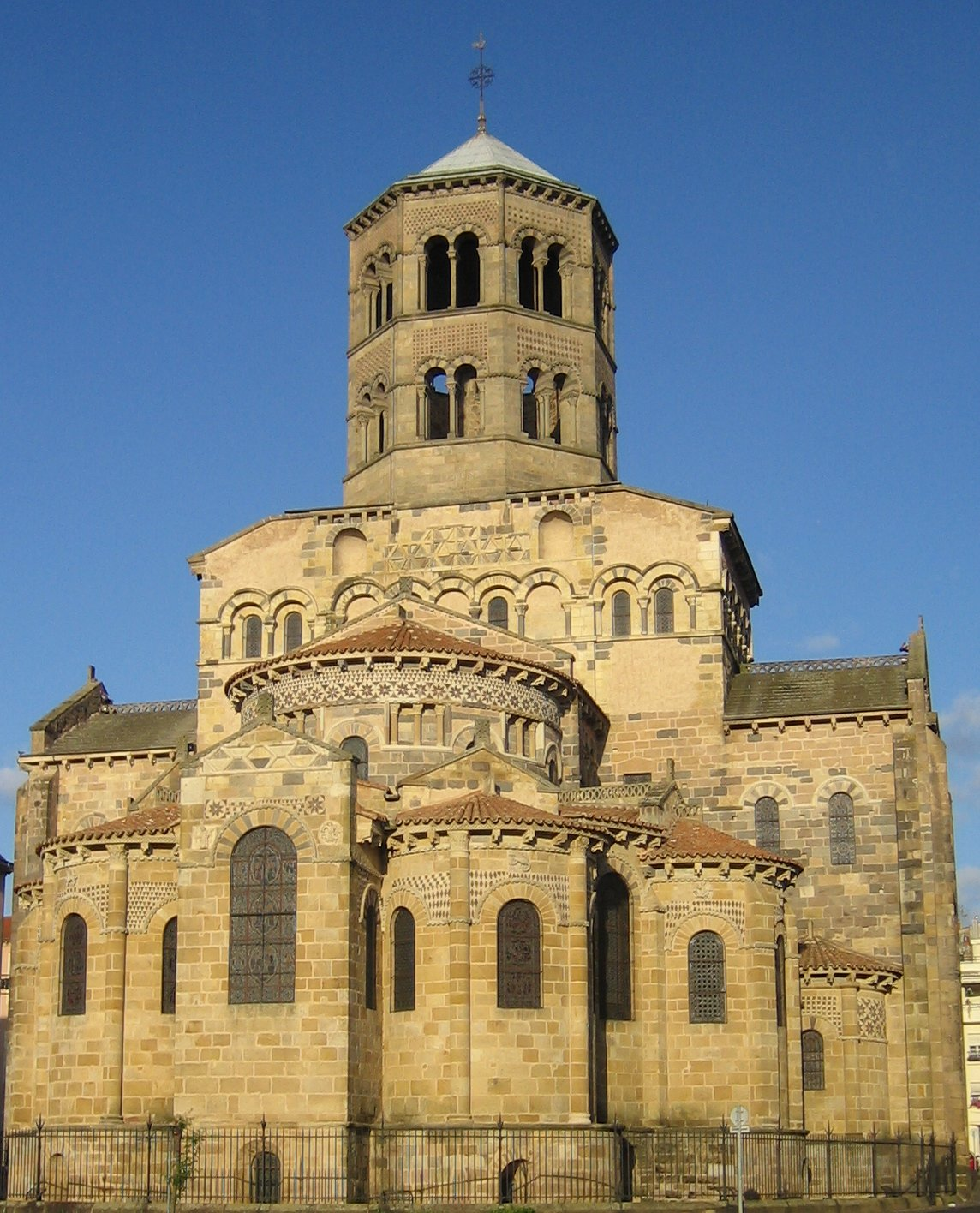
Exemple d'architecture chrétienne Saint-Austremoine d'Issoire

L'architecture chrétienne désigne l'architecture des lieux de culte dans la religion chrétienne. C'est un art qui apparaît assez tardivement (au IVe siècle), car il n'a pu se développer qu'après que la religion chrétienne a obtenu droit de cité.
Un exemple d'architecture religieuse contemporaine : Notre-Dame de Pentecôte dans le quartier d'affaires de La Défense.

#### Art du vitrail

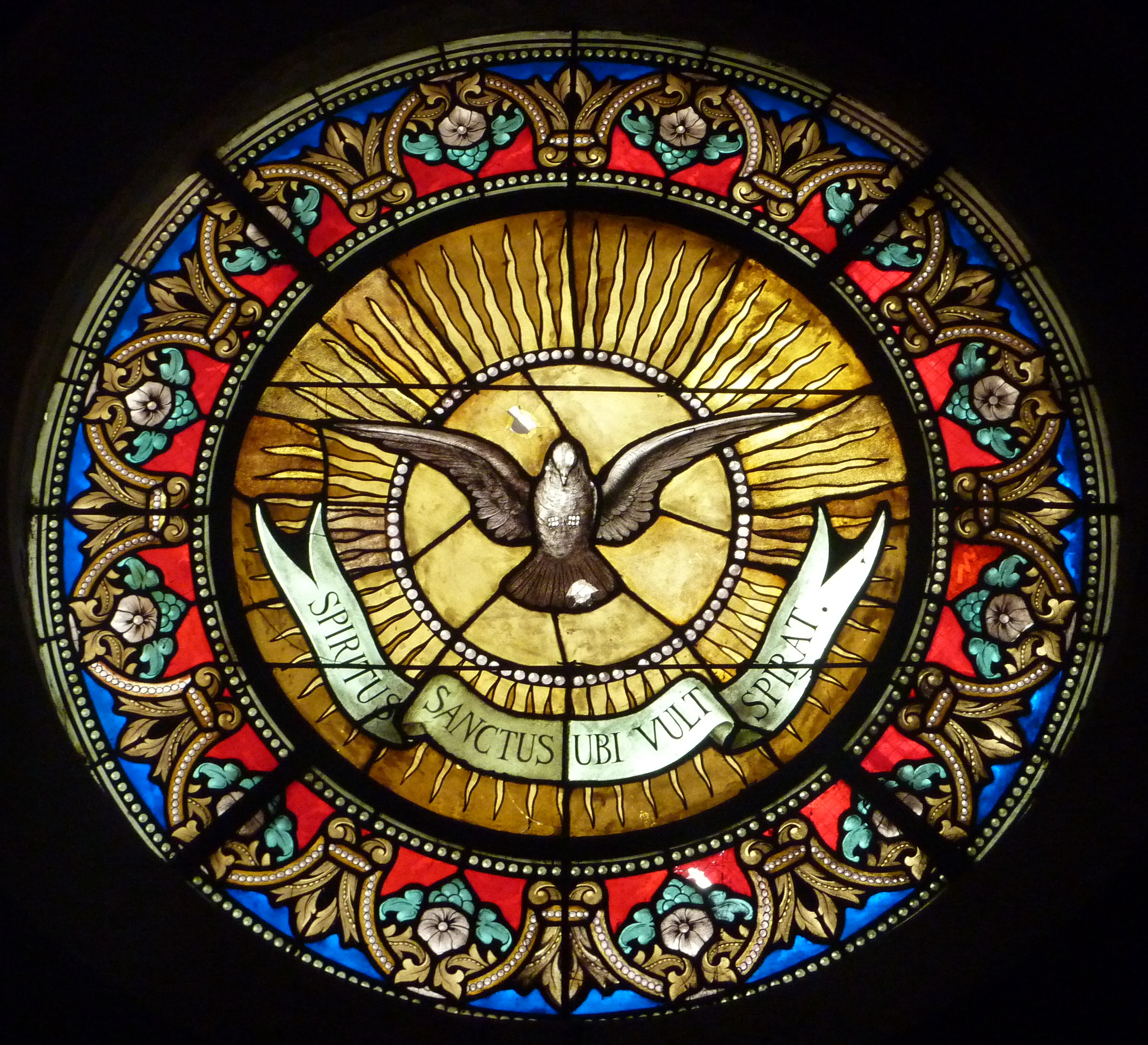
Exemple de Vitrail.

Le vitrail est un art tardif qui apparaît au tout début du Moyen Âge, lorsque la technique de la vitre est redécouverte. Il permet de présenter des scènes didactiques et spirituelles à un maximum de fidèles. L'évangile de verre à Chartres
Un exemple de créateur contemporain de vitraux : Chagall.

#### Mosaïque
Apparu des milliers d'années avant notre ère en Mésopotamie, la mosaïque est un élément important de l'art chrétien. Cette techniques consiste à former des motifs, figures et frises murales à partir de pièces cassées et taillées de diverses couleurs. Les pièces sont ensuite assemblées à l'aide de mastic ou d'enduit. On différencie la mosaïque de la céramique qui consiste à réaliser des objets en terre cuite. On distingue deux catégories de mosaïque, la mosaïque de pavement et la mosaïque murale. Les thèmes chrétiens apparaissent dans l'art de la mosaïque, avec de magnifiques réalisations à Rome et Ravenne. Cette forme perdure au Moyen Âge en Occident (mosaïques de Palerme, mosaïque des quatre fleuves à Die) et dans l'Empire byzantin. La plus ancienne connue à ce jour se trouve à Sainte-Constance de Rome. Mais les plus connues se trouvent dans le baptistère des Ariens de Ravenne. La mosaïque est utilisée de manière continue dans les bâtiments consacrés au culte chrétien. On la retrouve aussi bien dans les lieux privés que dans les lieux publics. On la retrouve notamment au niveau de pavement, des coupoles, absides et chapelles.